# میلیکا پاپ
میلیکا پاپ (انگلیسی: Milica Pap؛ زادهٔ ۱۴ دسامبر ۱۹۷۳) موسیقی‌دان اهل بوسنی و هرزگوین است. وی از سال ۱۹۸۵ میلادی تاکنون مشغول فعالیت بوده است.